# The Ingrate (film 1908)
The Ingrate è un cortometraggio muto del 1908 diretto da David W. Griffith.

## Produzione
Il film fu prodotto dall'American Mutoscope & Biograph. Venne girato a Cos Cob, nel Connecticut. Dietro alla macchina da presa si alternarono i due direttori della fotografia preferiti di Griffith, G.W. Bitzer e Arthur Marvin, che lavorarono diverse volte insieme, spesso uno specializzato negli interni, l'altro nelle riprese all'aperto.

## Distribuzione
Il copyright del film, richiesto dall'American Mutoscope and Biograph Co., fu registrato il 14 novembre 1908 con il numero H118294.
Distribuito dall'American Mutoscope & Biograph, il film - un cortometraggio in una bobina - uscì nelle sale cinematografiche USA il 20 novembre 1908.
Non si conoscono copie ancora esistenti della pellicola che viene considerata presumibilmente perduta.